# Frequency (jeu vidéo)
Frequency est un jeu de rythme sorti sur PlayStation 2 en novembre 2001, développé par Harmonix et distribué par SCEI. Il a connu une suite, Amplitude, sorti en 2003.

## Système de jeu
Le joueur évolue dans un tunnel hexagonal, dans lequel chaque face représente une piste d'un morceau. Il doit reproduire les notes apparaissant sur la piste à l'aide de la manette de jeu.

## Bande-son
Kodomo a notamment participé à la bande son de Frequency.